# Easter Bilby

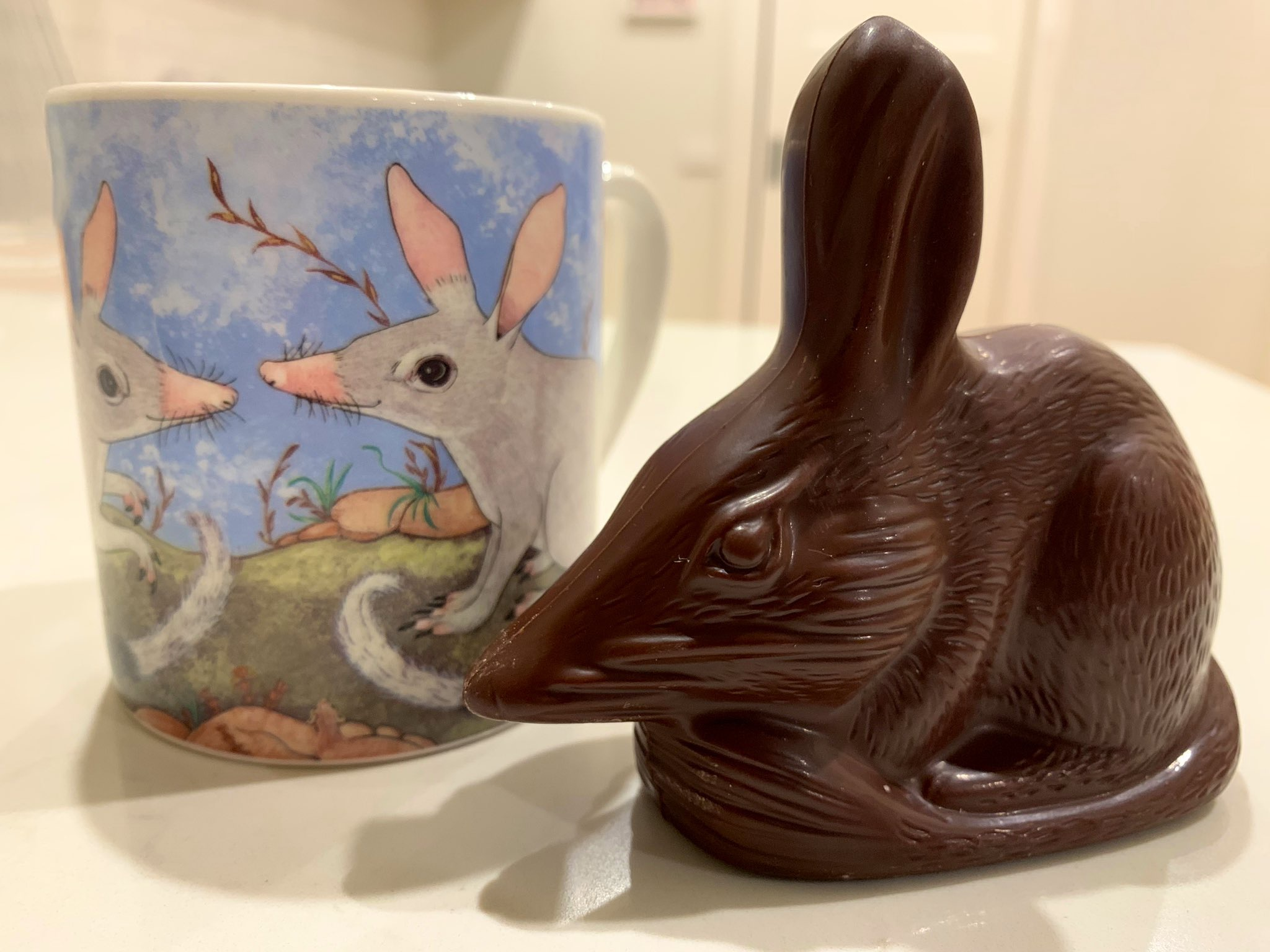
Schokoladenbilby

Der Easter Bilby ist eine australische Alternative zum Osterhasen und Schokoladenhasen. Die namensgebenden Großen Kaninchennasenbeutler (englisch Bilbies) sind in Australien heimische und vom Aussterben bedrohte Beuteltiere. Der Bilby wurde zum offiziellen australischen Ostertier ernannt.

## Entwicklung als Osterbrauch
Das erste Oster-Kinderbuch mit einem Kaninchennasenbeutler statt eines Hasen erschien 1979 mit Billy The Aussie Easter Bilby von Rose-Marie Dusting. Weitere Bücher mit Ostergeschichten verschiedener Autorinnen und Autoren folgten. Unter anderem wurde 1995 Easter Bilby von Lynne Dent und Margaret Clough veröffentlicht und 2010 An Aussie Easter.
Mittlerweile werden Oster-Bilbies in großer Zahl hergestellt, und in vielen Geschäften in ganz Australien werden seit 1993 von verschiedenen Schokoladenherstellern produzierte Schokoladen sowie Produkte in Bilby-Form wie Holzanhänger, Ostergrußkarten oder Stofftiere als Alternative zum Osterhasen verkauft.

## Hintergrund

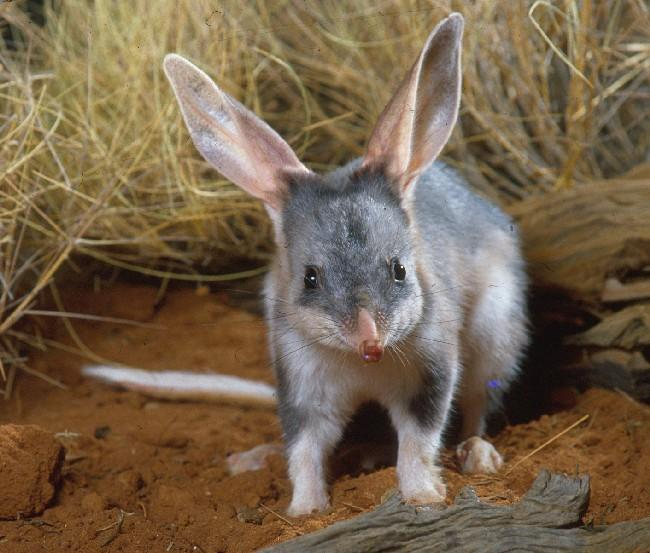
Großer Kaninchennasenbeutler (Greater bilby)

Australische Artenschutzgruppen wie die Foundation for Rabbit-Free Australia (FDA) und der Save the Bilby Fund begannen ab 1991 für den Easter Bilby als Alternative zum Osterhasen zu werben, um auf den stetigen Populationsrückgang des Kaninchennasenbeutlers aufmerksam zu machen und um das Bewusstsein für Australiens bedrohte einheimische Tierwelt zu schärfen. Durch den Verlust von Lebensraum, invasive Raubtiere wie Katzen und Füchse und die Invasion von Kaninchen kommen die Kaninchennasenbeutler nur noch in wenigen abgelegenen Regionen in Western Australia, Queensland und dem Northern Territory vor, und der Bestand wurde durch die Weltnaturschutzunion und die australische Regierung als gefährdet eingestuft.
Ein Teil des Erlöses aus dem Verkauf der Schokoladen- und Figuren-Bilbies wird für Bilby-Schutzprojekte und -organisationen verwandt, zu deren Aufgaben Zuchtprogramme in Gefangenschaft und der Bau großer Reservate ohne Kaninchen, Katzen und Füchse gehören, in denen die Population langsam wieder zunimmt.